# Nancy Shields Kollmann
Nancy Shields Kollmann (1950), ook kortweg bekend als Nancy Kollmann, is een Amerikaans historicus. Sinds 2004 is ze de William H. Bonsall Professor in History aan de Stanford-universiteit. Ze staat bekend om haar werken over vroegmodern Rusland.

## Oeuvre
Een van de werken van Kollmann, The Russian Empire 1450-1801 (2017), laat zien hoe de regio's van het Keizerrijk Rusland werden veroverd en hoe deze imperialistische staat werd bestuurd. Ze beschrijft dat zowel het Tsaardom Rusland als het Keizerrijk Rusland werden gekenmerkt door een 'politiek van verschil': de heersers en gelieerde elites definieerden de behoeften van de staat minimaal (door controle uit te oefenen over defensie, belastingen, mobilisatie van middelen en strafwetten) en tolereerden verder regionale religies, zeden, talen, lokale elites en instellingen. De politieke kern van het Russische keizerrijk had een “verticale” relatie met de gemeenschappen en religies van het keizerrijk, door elk van hen verschillende rechten en autonomieën te geven, maar “horizontale” verbindingen tussen etnische, taalkundige, religieuze, confessionele of andere groepen te verbieden.

### Receptie
In een recensie in het tijdschrift Reviews in History merkte historicus Orel Beilinson (Universiteit van Tel Aviv) op dat het boek The Russian Empire, 1450–1801 een uitgebreid en gezaghebbend overzicht biedt van het vroegmoderne Rusland, waarbij continuïteit boven verandering wordt gesteld en het concept van "heerschappij door verschil" in de expansie van het tsarenrijk wordt benadrukt. Volgens Beilinson onderzoekt het boek nauwgezet de geografische, politieke, sociale en economische factoren die bijdroegen aan de opkomst van Moskovië en zijn transformatie tot een imperium, waarbij vergelijkingen worden getrokken met andere wereldmachten. Hoewel de thematische structuur misschien niet ideaal is voor inleidende cursussen, vindt Beilinson dit boek van “onschatbare waarde” voor gevorderde studenten en geleerden in de Russische geschiedenis, omdat het een schat aan inzichten biedt.

## Prijzen
- Frances Richardson Keller-Sierra Prize voor het boek Crime and Punishment, uitgereikt door Western Association for Women Historians (2013)[6]

## Werken

### Monografen
- Kollmann, Nancy Shields (1987). Kinship and Politics: The Making of the Muscovite Political System, 1345–1547. Stanford University Press. ISBN 978-0-8047-1340-5.
- Kollmann, Nancy Shields (1999). By Honor Bound: State and Society in Early Modern Russia. Cornell University Press. ISBN 978-0-8014-3435-8.
  - Naar het Russisch vertaald als Соединённые честью. Государство и общество в России раннего нового времени, Древлехранилище, 2001.
- Kollmann, Nancy Shields (2012). Crime and Punishment in Early Modern Russia, 1500–1725. Cambridge University Press. ISBN 978-1-1070-2513-4.
  - Naar het Russisch vertaald als Преступление и наказание в России раннего Нового времени, Новое литературное обозрение, 2016.
- Kollmann, Nancy Shields (2017). The Russian Empire 1450–1801. Oxford University Press. ISBN 978-0-19-928051-3.
  - Naar het Russisch vertaald als Россия и еë империя. 1450–1801, Academic Studies Press, 2022.

### Redactiewerk en bijdragen
- Kollmann, Nancy Shields (1995). The New Cambridge Medieval History: Volume 6, c.1300–c.1415. Cambridge University Press, Cambridge, "23. The principalities of Rus' in the fourteenth century", 764–794. ISBN 9780521362900. Geraadpleegd op 14 februari 2023.
- Samuel Baron and Nancy Shields Kollmann, eds., Religion and Culture in Early Modern Russia and Ukraine. DeKalb: Northern Illinois Press, 1997.
- Kollmann, Nancy Shields. "Society and Identity." In Modernizing Muscovy: Reform and Social Change in Seventeenth Century Russia, ed. Jarmo Kotilaine & Marshall Poe.  (London: Routledge, 2004) pp. 417–431.

### Wetenschappelijke artikelen (selectie)
- Kollmann, Nancy Shields (1983). The Seclusion of Elite Muscovite Women. Russian History 2 10.
- Kollmann, Nancy Shields (1986). Consensus Politics: The Dynastic Crisis of the 1490s Reconsidered. Russian Review 45 (3). DOI: 10.2307/130110.
- Kollmann, Nancy Shields (1986). Ritual and Social Drama at the Muscovite Court. Slavic Review 45 (3): 486–502. ISSN: 0037-6779. DOI: 10.2307/2499053.
- Kollmann, Nancy Shields (1990). Collateral Succession in Kievan Rus'. Harvard Ukrainian Studies 14: 377–387.